# Fransaskois
Fransaskois és una paraula que designa els habitants francòfons de la província canadenca de Saskatchewan. Aquest terme es va popularitzar a inicis de la dècada de 1970.
Abans de l'arribada dels europeus aquest territori estava ocupat per diverses tribus ameríndies com els Cree i els Danezaa. Entre 1752 i 1755, Louis de La Corne dirigí una expedició al centre est del territori corresponent a l'actual Saskatchewan i fundà el Fort de La Corne, marcant l'extrem oest de la Nouvelle-France. Alguns dels colons francesos es casaren amb amerindis donanat lloc a l'ètnia Metis. El 1846, els missioners Alexandre-Antonin Taché i Louis-François Richer Laflèche fundaren la missió d'Île-à-la-Crosse. À partir de 1870, les famílies métisses cercant preservar la seva cultura fundaren a partir de Manitoba assentaments com Batoche, Saint-Laurent-de-Grondin i Talle-de-Saules. La resistència armada contra el govern del Canadà va finalitzar amb la desfeta a la batalla de Batoche de 1885.
Hi va haver una migració de canadencs francòfons des de Québec i els Estats Units al territori, des de la fi del segle xix fins a la dècada de 1920, i aquests fundaren nombroses ciutats, escoles, esglésies i establiments comercials. També s'hi establiren un nombre de belgues i de suïssos. La construcció del ferrocarril porta immigrants de llocs diversos i deixaren els francòfons en una minoria, corresponent al 6 % de la població l'any 1905. Actualment són el 2 % de la població de la província de Saskatchewan i es concentren principalment en les grans ciutats com Regina, Saskatoon, Prince Albert i North Battleford. Tanmateix, són majoria a petites ciutats com Gravelbourg, Albertville, Duck Lake, Zenon Park, Bellegarde, Saint Isidore de Bellevue i Willow Bunch (antigament Talle-de-Saules).